# Castillo de Argensola
El castillo de Argensola es una fortaleza medieval situada en el municipio de Argensola (Barcelona), en la cima de una colina, en el interfluvio de los arroyos de Clariana y del Molino, del lado de la iglesia de San Lorenzo. Está catalogado como Bien Cultural de Interés Nacional por la Generalidad.

## Historia
El término de Argensola aparece documentado por primera vez en el año 1012. El castillo como tal es mencionado más tarde, el 1031, año de la muerte de Mayor, hermano de Ermermir de Castellet y señor de Argensola, Rocamora y Clariana que ayudó en la repoblación de la comarca del Anoia durante la Reconquista. Su testamento sacramental fue jurado en la iglesia de San Lorenzo, dentro del recinto del castillo.
En 1032 fue devastado por una acometida sarracena y no se le vuelve a referenciar hasta el siglo XII (1174), entonces vinculado al linaje de los Clariana. Consta en un documento que Berenguera, esposa de Ramón de Cervelló, cedió a su hermano Berenguer de Clariana dos mil sous de Barcelona que tenía en el castillo de Argensola para que diera al Monasterio de San Cugat del Vallés. El 1196 se encuentra documentado un personaje apellidado de Argensola, verosímilmente vinculado al castellano del castillo.
Al inicio del siglo XIII la posesión restaba en poder de Bernat de Balsareny que al testar en 1202 lo traspasó a su hijo Bernat. Se desconoce cómo pasó la propiedad a los Aguiló pero en 1252 Guillem d'Aguiló vende en franco Alodio el castillo al rey Jaime I. En el siglo XIV la fortaleza pasa de manos reales en manos privadas, dado que Pedro el Ceremonioso vendió toda la jurisdicción del castillo a Acard de Talarn. Traspasado en 1351 a los Argensola, los cuales dieron nombre al municipio. En 1472 era señor Ferran de Talavera. En el siglo XVII el poseía Francisco de Argensola.
En el siglo XVIII su propietario Jeroni de Rocabertí y de Argensola fue nombrado marqués de Argensola. Posteriormente el marquesado pasó a varias familias: los Pinelli, los Pignatelli y actualmente los Sarriera.

## Descripción
Del antiguo castillo, ahora totalmente en ruinas rodeadas por una serie de muros más o menos derrumbados, quedan algunos elementos esparcidos plano terreno, sin sobresalir del nivel del suelo. Su planta seguía la orografía del cerro en el que se sitúa. Había un recinto superior y uno jussà cerrado por las murallas.
En primer lugar hay que mencionar el basamento de una torre redonda que tendría aproximadamente las siguientes medidas: un diámetro externo de 7.30 metros, un diámetro interno de 1,70 metros y unos 2.85 m de espesor de muro. El aparejo del paramento interno es hecho con bloques de piedra no muy grandes, bien escantonats y dispuestos en hiladas horizontales. A roce de la torre están los restos de una dependencia de perímetro irregular, tendente a forma ovoide con un muro perforado por una puerta delimitada con dintel de madera El aparato constructivo es similar al de la torre. También se conserva una construcción rectangular cubierta con bóveda de piedra con una abertura en la parte superior. Podría ser una cisterna.
El resto de escombros, o bien permanecen enterrados o se han usado de cantera. Parte de las piedras de este castillo fueron utilizadas en la reconstrucción de la iglesia parroquial de San Lorenzo de Argensola.
La torre redonda y quizás alguna otra construcción pueden ser fechadas en los siglo XI o XII; otros restos ya son de época gótica.